# 一軒前 (塩田)
一軒前（いっけんまえ）とは、江戸時代の塩業において海水（鹹水）のくみ上げから一貫した塩田での製塩作業が可能であった生産者を指す。

## 概念
塩業における一軒前は、17世紀前期の瀬戸内海沿岸地域において成立したとされる。入浜塩田の発達とともに新規の塩田や既存の小規模塩田の統廃合を通じて規模の拡大が進められ、1町から1町5反の作業規模を持ち採鹹から煎熬までの一連の作業工程を自前で完結させることが可能となる生産者が現れるようになった。こうした生産者を指して一軒前と称した。
彼らは周辺の農村から浜子を雇い入れ、作業に従事させた。また、藩や城下町の有力商人から資金支援を受けて経営規模の拡大に努めた。一方行徳塩田などの関東地方の塩田は元々製法や品質などの面による問題もあったが、江戸幕府の直接支配地（天領）であった地域が多く、幕府による検地によって1筆（区画）が厳密に定められたこともあり、経営面積が1反から3反程度の規模に固定化され、一軒前が可能な規模をもった生産者の誕生を妨げていた。こうした経営規模の格差が生産量や品質の差となって現れ、瀬戸内海沿岸から関東地方に入ってくる安価で良質な下り塩の攻勢に関東地方の小規模経営の生産者は悩まされることになった。